# Antonija Fabjan
Marija Antonija Fabjan (Malo Lipje, Žužemberk, Slovenija, 23. siječnja 1907. – Goražde, 15. prosinca 1941.) katolička redovnica, mučenica i blaženica.

## Životopis
Roditelji su joj bili Ivan i Josipa, r. Kralj. Na krštenju je dobila ime Josipa. Redovničku haljinu kao kćer Božje ljubavi obukla je 1930. g., a privremene je zavjete položila 1932. g. Vječne zavjete položila je 28. kolovoza 1937. g. Sestra Marija Antonija u samostanu Marijin dom u Palama bila je iznimno marljiva. Radila je sve, pa i najteže poslove u kući, u samostanskom vrtu, te u staji, oko krava i svinja. 
Četnici su 11. prosinca 1941. provalili u Marijin dom, opljačkali ga i odveli u zarobljeništvo sve redovnice (s. Julu Ivanišević, s. Berchmanu Leidenix, s. Krizinu Bojanc, s. Antoniju Fabjan i s. Bernadetu Banja), i još neke druge zarobljenike. Vodili su ih po snijegu, uz preslušavanja i ispitivanja, do Carevih Voda i Sjetline. Tamo je ostala s. Berchmanna, shrvana od puta, i kasnije je umorena, 23. prosinca 1941. Ostale četiri sestre odvedene su u Goražde, kamo su stigle 15. prosinca 1941. Smještene su u vojarnicu na katu. Vojarnicom je zapovijedao bojnik Jezdimir Dangić. Četnici su, u pijanom stanju, po noći navalili u sobe. Redovnice su skočile kroz prozor da izbjegnu silovanje, nakon čega su dokraja iskasapljene, a tijela su im bačena u rijeku Drinu. Nazvane su Drinske mučenice i proglašene su blaženima u Sarajevu 24. rujna 2011. na sv. misi, koju je predvodio papin izaslanik kardinal Angelo Amato.

## Vanjske poveznice
- Kćeri Božje ljubavi - Službenice Božje  Arhivirana inačica izvorne stranice od 16. prosinca 2009. (Wayback Machine) Tko su Drinske mučenice